# Elecciones al Parlamento Europeo de 2014 (Portugal)

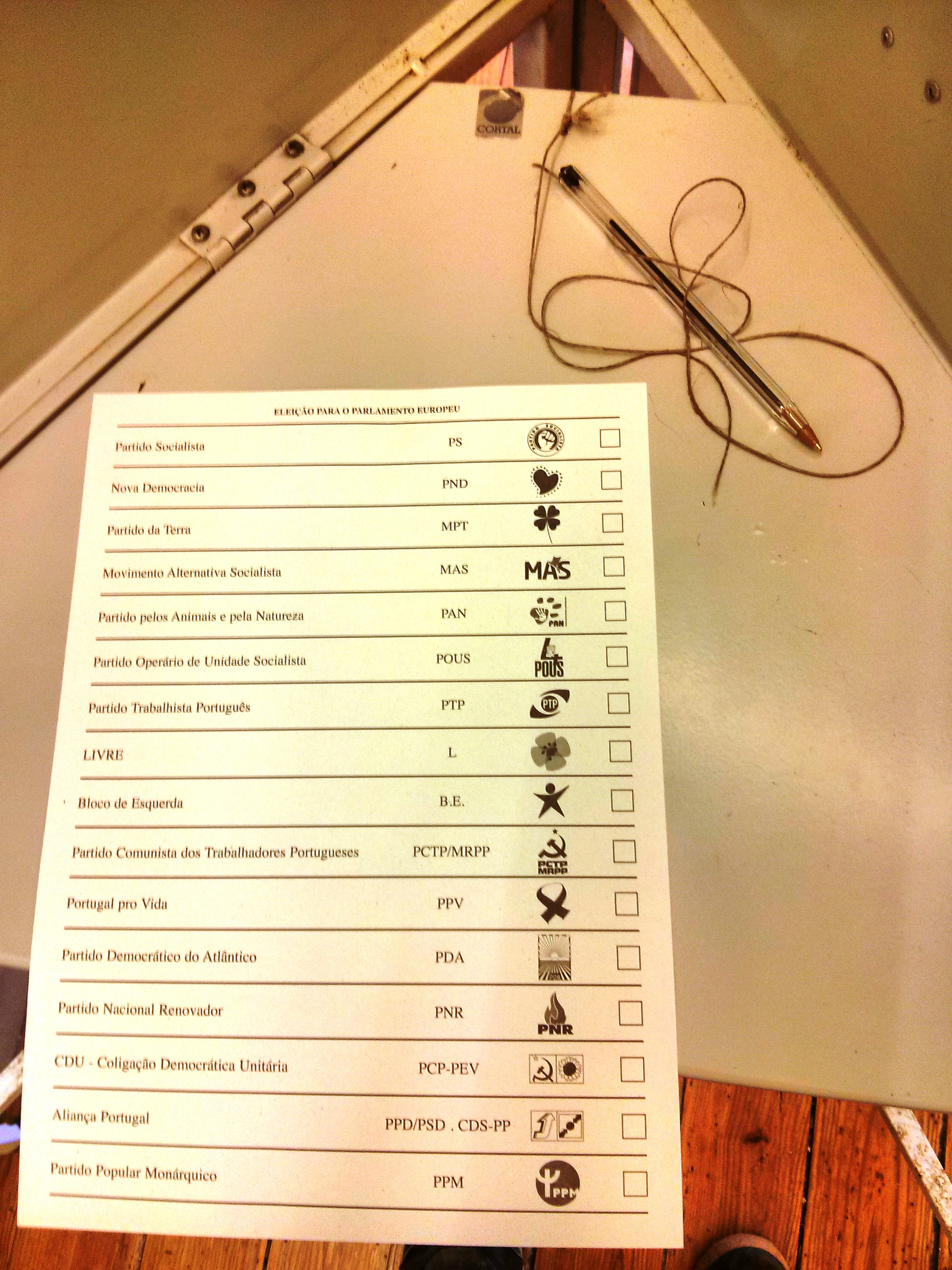
Papeleta de las elecciones al parlamento europeo en Portugal (2014)

Las elecciones al Parlamento Europeo de 2014 se celebraron en Portugal el domingo 25 de mayo. Parte de las elecciones al Parlamento Europeo celebradas en los diferentes Estados miembros de la Unión Europea, los comicios eligieron los 21 representantes del país para la legislatura 2014-2019 del Parlamento Europeo. El número de escaños asignado a Portugal pasó de 22 a 21, debido a la entrada de Croacia.

## Resultados
| Candidatura                                                   | Candidatura                                                   | Votos                   | %    | Escaños |
| ------------------------------------------------------------- | ------------------------------------------------------------- | ----------------------- | ---- | ------- |
|                                                               | Partido Socialista (PS)                                       | 1 032 252               | 31,5 | 8       |
|                                                               | Alianza Portugal (PPD/PSD.CDS-PP)                             | 909 442                 | 27,7 | 7       |
|                                                               | CDU-Coaligación Democrática Unitaria (PCP-PEV)                | 416 151                 | 12,7 | 3       |
|                                                               | Partido de la Tierra (MPT)                                    | 234 524                 | 7,2  | 2       |
|                                                               | Bloque de Izquierda (BE)                                      | 149 580                 | 4,6  | 1       |
| LIVRE (L)                                                     | LIVRE (L)                                                     | 71 559                  | 2,2  | 0       |
| Partido por los Animales y la Naturaleza (PAN)                | Partido por los Animales y la Naturaleza (PAN)                | 56 343                  | 1,7  | 0       |
| Partido Comunista de los Trabajadores Portugueses (PCTP-MRPP) | Partido Comunista de los Trabajadores Portugueses (PCTP-MRPP) | 54 613                  | 1,7  | 0       |
| Nueva Democracia (PND)                                        | Nueva Democracia (PND)                                        | 23 020                  | 0,7  | 0       |
| Partido del Trabajo Portugués (PTP)                           | Partido del Trabajo Portugués (PTP)                           | 22 523                  | 0,7  | 0       |
| Partido Popular Monárquico (PPM)                              | Partido Popular Monárquico (PPM)                              | 17 724                  | 0,5  | 0       |
| Partido Nacional Renovador (PNR)                              | Partido Nacional Renovador (PNR)                              | 15 013                  | 0,5  | 0       |
| Movimiento Alternativa Socialista (MAS)                       | Movimiento Alternativa Socialista (MAS)                       | 12 443                  | 0,4  | 0       |
| Portugal pro Vida (PPV)                                       | Portugal pro Vida (PPV)                                       | 12 339                  | 0,4  | 0       |
| Partido Democrático del Atlántico (PDA)                       | Partido Democrático del Atlántico (PDA)                       | 5314                    | 0,2  | 0       |
| Partido Obrero de Unidad Socialista (POUS)                    | Partido Obrero de Unidad Socialista (POUS)                    | 3692                    | 0,1  | 0       |
| Válidos                                                       | Válidos                                                       | 3 036 532               |      |         |
| En blanco                                                     | En blanco                                                     | 144 840                 |      |         |
| Nulos                                                         | Nulos                                                         | &&&&&&&&&&&&&&00.&&&&-0 |      |         |
| Votantes                                                      | Votantes                                                      | 3 281 856               |      |         |
| Electores                                                     | Electores                                                     | 9 676 888               |      |         |

## Eurodiputados electos
Relación de candidatos electos:
| N.º | Nombre                                         | Lista | Lista          |
| --- | ---------------------------------------------- | ----- | -------------- |
| 1   | Francisco José Pereira de Assis Miranda        |       | PS             |
| 2   | Paulo Artur dos Santos Castro de Campos Rangel |       | PPD/PSD.CDS-PP |
| 3   | Maria João Fernandes Rodrigues                 |       | PS             |
| 4   | Fernando de Carvalho Ruas                      |       | PPD/PSD.CDS-PP |
| 5   | João Manuel Peixoto Ferreira                   |       | PCP-PEV        |
| 6   | José Carlos das Dores Zorrinho                 |       | PS             |
| 7   | Sofia Heleno Santos Roque Ribeiro              |       | PPD/PSD.CDS-PP |
| 8   | Elisa Maria da Costa Guimarães Ferreira        |       | PS             |
| 9   | António de Sousa Marinho e Pinto               |       | MPT            |
| 10  | João Nuno Lacerda Teixeira de Melo             |       | PPD/PSD.CDS-PP |
| 11  | Inês Cristina Quintas Zuber                    |       | PCP-PEV        |
| 12  | Ricardo da Piedade Abreu Serrão Santos         |       | PS             |
| 13  | Carlos Miguel Maximiano de Almeida Coelho      |       | PPD/PSD.CDS-PP |
| 14  | Ana Maria Rosa Martins Gomes                   |       | PS             |
| 15  | Cláudia Sofia Gomes Monteiro de Aguiar         |       | PPD/PSD.CDS-PP |
| 16  | Marisa Isabel dos Santos Matias                |       | BE             |
| 17  | Manuel Pedro Cunha da Silva Pereira            |       | PS             |
| 18  | Miguel Lopes Batista Viegas                    |       | PCP-PEV        |
| 19  | José Manuel Ferreira Fernandes                 |       | PPD/PSD.CDS-PP |
| 20  | Liliana Maria Gonçalves Rodrigues de Góis      |       | PS             |
| 21  | José Inácio da Silva Ramos Antunes de Faria    |       | MPT            |